# 克雷乔
克雷乔是德国萨克森-安哈尔特州的一个市镇。总面积27.76平方公里，总人口2753人，其中男性1376人，女性1377人（2011年12月31日），人口密度99人/平方公里。